# Son of Morning
Son of Morning è un film del 2011 di Yaniv Raz.